# Josefina Vidal
Josefina de la Caridad Vidal Ferreiro (Santiago de Cuba, 18 de febrero de 1961) es una diplomática cubana. Ha sido viceministra de relaciones exteriores de Cuba y anteriormente fue directora general de la división de América del Norte en el ministerio desde 2013.

## Carrera
Vidal se graduó en relaciones internacionales por el Instituto Estatal de Relaciones Internacionales de Moscú en 1984.
En el pasado ha ocupado varios puestos relacionados con Estados Unidos en el ministerio de relaciones exteriores de Cuba. Entre 1999 y 2003 fue primera secretaria de la Sección de Intereses de Cuba en Washington D. C., y entre 1991 y 1997 fue analista en la embajada de Cuba en París, Francia.
Antes de incorporarse a la carrera diplomática fue investigadora adjunta en el Centro de Estudios de Estados Unidos de la Universidad de La Habana.
El 23 de julio de 2017 Reuters reportó de que Vidal iba a ser trasladada a la posición de la embajadora de Cuba en Canadá. Sin embargo, para septiembre de 2017 fuentes oficiales cubanas no habían reportado el hecho.
En agosto de 2017 se informó de que Vidal había viajado a Moscú a finales de julio para mantener conversaciones con el viceministro de exteriores ruso, Serguéi Riabkov, y el embajador cubano en Moscú, Emilio Lozada García.
En 2021 fue nombrada viceministra de asuntos exteriores.